# Trichopteryx terranea
Trichopteryx terranea är en fjärilsart som beskrevs av Butler 1878. Trichopteryx terranea ingår i släktet Trichopteryx och familjen mätare. Inga underarter finns listade i Catalogue of Life.